# Боевой (Гомельская область)
Боевой (бел. Баявы) — упразднённый посёлок в Октябрьском сельсовете Буда-Кошелёвского района Гомельской области Белоруссии.
На востоке граничит с лесом.
В связи с радиационным загрязнением после Чернобыльской катастрофы жители (19 семей) переселены в чистые места.

## География
В 11 км на северо-восток от районного центра и железнодорожной станции Буда-Кошелёвская (на линии Жлобин — Гомель), 36 км от Гомеля.

## Транспортная сеть
Транспортные связи по просёлочной дороге, затем по шоссе Довск — Гомель.
Планировка состоит из короткой прямолинейной меридиональной улицы, застроенной двусторонне деревянными домами усадебного типа.

## История
Основан в начале XX века переселенцами из соседних деревень. В 1931 году жители посёлка вступили в колхоз. Во время Великой Отечественной войны погибли 14 жителей деревни. В 1959 году входил в состав совхоза «Краснооктябрьский» (центр — деревня Октябрь).

## Население

### Численность
- 2010 год — жителей нет.

### Динамика
- 1926 год — 20 дворов, 106 жителей.
- 1959 год — 155 жителей (согласно переписи).
- 1980–90-е — жители (19 семей) переселены.